# Sèrra de Cabanon
La Sèrra de Cabanon és una serra situada al municipi de Naut Aran a la comarca de la (Vall d'Aran), amb una elevació màxima de 2.300,7 metres.